# Mistrzostwa Świata w Kolarstwie Przełajowym 1985
36. Mistrzostwa Świata w Kolarstwie Przełajowym 1985 odbyły się w zachodnioniemieckim Monachium, w dniach 16 - 17 lutego 1985 roku. Rozegrano wyścigi mężczyzn w kategoriach zawodowców, amatorów i juniorów.

## Medaliści
| Konkurencja:               | Złoto:             | Czas      | Srebro:            | Czas     | Brąz:          | Czas     |
| Klasyfikacja mężczyzn      |                    |           |                    |          |                |          |
| Zawodowcy (17 lutego 1985) | Klaus-Peter Thaler | 1:12:38 h | Adrie van der Poel | + 0:02 m | Claude Michely | + 0:04 m |
| Amatorzy (16 lutego 1985)  | Mike Kluge         | 1:04:25 h | Beat Schumacher    | + 0:26 m | Bruno D'Arsié  | + 0:40 m |
| Juniorzy (16 lutego 1985)  | Beat Wabel         | 57:30 m   | Jürgen Sprich      | + 0:18 m | Wim de Vos     | + 0:39 m |

## Szczegóły

### Zawodowcy
| Medal | Zawodnik            | Narodowość | Czas      |
| ----- | ------------------- | ---------- | --------- |
|       | Klaus-Peter Thaler  | RFN        | 1:12:38 h |
|       | Adrie van der Poel  | Holandia   | + 0:02    |
|       | Claude Michely      | Luksemburg | + 0:04    |
| 4     | Rein Groenendaal    | Holandia   | + 0:20    |
| 5     | Marcel Russenberger | Szwajcaria | + 0:24    |
| 6     | Henk Baars          | Holandia   | + 1:28    |
| 7     | Martial Gayant      | Francja    | + 2:06    |
| 8     | Ottavio Paccagnella | Włochy     | + 2:06    |
| 9     | Bernhard Woodtli    | Szwajcaria | + 2:07    |
| 10    | Roland Liboton      | Belgia     | + 2:24    |

### Amatorzy
| Medal | Zawodnik             | Narodowość     | Czas      |
| ----- | -------------------- | -------------- | --------- |
|       | Mike Kluge           | NRD            | 1:04:25 m |
|       | Beat Schumacher      | Szwajcaria     | + 0:26    |
|       | Bruno D'Arsié        | Szwajcaria     | + 0:40    |
| 4     | Petr Klouček         | Czechosłowacja | + 0:44    |
| 5     | Frank van Bakel      | Holandia       | + 0:55    |
| 6     | Peter Hric           | Czechosłowacja | + 1:06    |
| 7     | Sandro Bono          | Włochy         | + 1:08    |
| 8     | Grzegorz Jaroszewski | Polska         | + 1:25    |
| 9     | Henrik Djernis       | Dania          | + 1:39    |
| 10    | Martin Hendriks      | Holandia       | + 1:50    |

### Juniorzy
| Medal | Zawodnik         | Narodowość     | Czas    |
| ----- | ---------------- | -------------- | ------- |
|       | Beat Wabel       | Szwajcaria     | 57:30 m |
|       | Jürgen Sprich    | RFN            | + 0:18  |
|       | Wim de Vos       | Holandia       | + 0:39  |
| 4     | Zdeněk Douša     | Czechosłowacja | + 0:49  |
| 5     | Robert Bondaryk  | Polska         | + 0:52  |
| 6     | Urs Güller       | Szwajcaria     | + 1:06  |
| 7     | Kai-Uwe Richter  | NRD            | + 1:08  |
| 8     | Martin Raufer    | Czechosłowacja | + 1:25  |
| 9     | Marcel Gerritsen | Holandia       | + 1:36  |
| 10    | Chris David      | Belgia         | + 1:39  |

## Tabela medalowa
| Miejsce | Państwo    |   |   |   |   |
| ------- | ---------- | - | - | - | - |
| 1.      | Szwajcaria | 1 | 1 | 1 | 3 |
| 2.      | RFN        | 1 | 1 | 0 | 2 |
| 3.      | NRD        | 1 | 0 | 0 | 1 |
| 4.      | Holandia   | 0 | 1 | 1 | 2 |
| 5.      | Luksemburg | 0 | 0 | 1 | 1 |